# Ulica Inżynierska we Wrocławiu

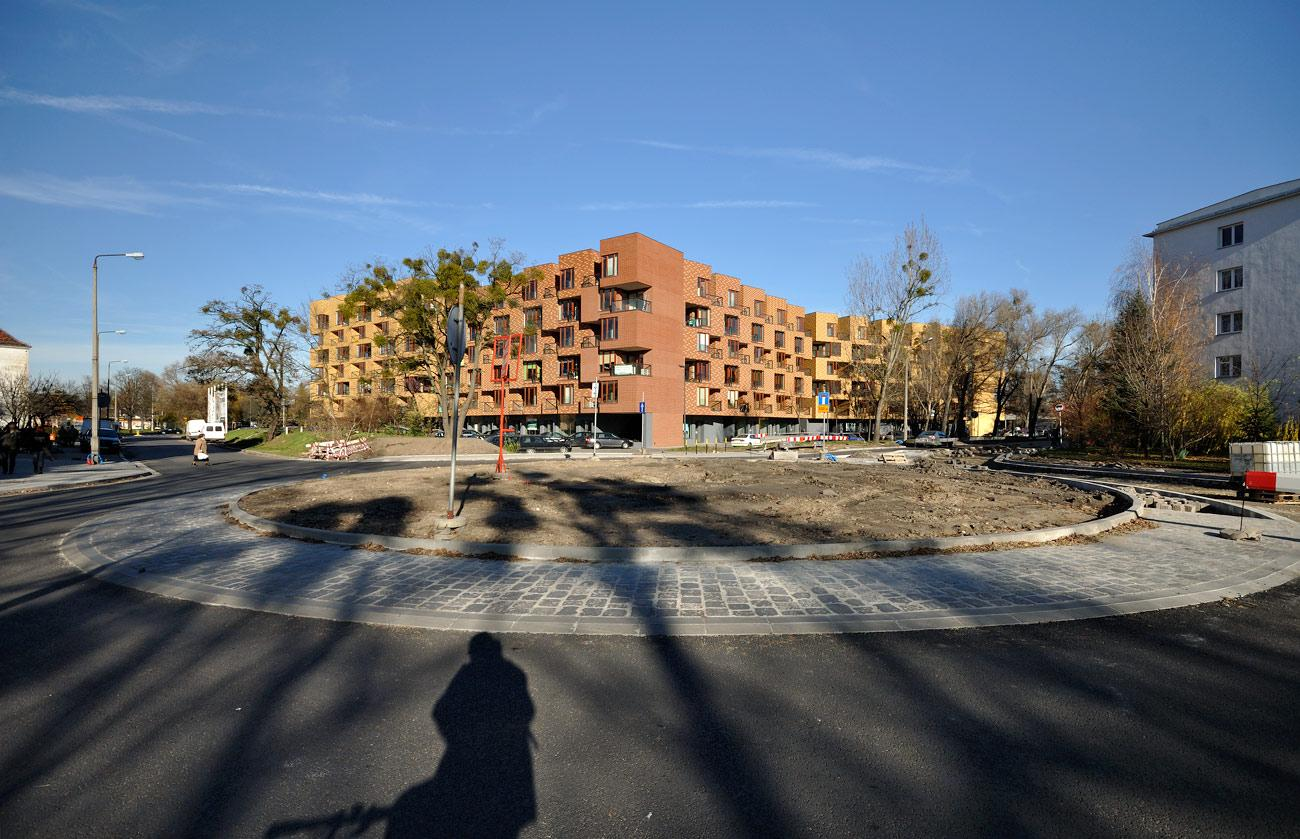
Corte Verona

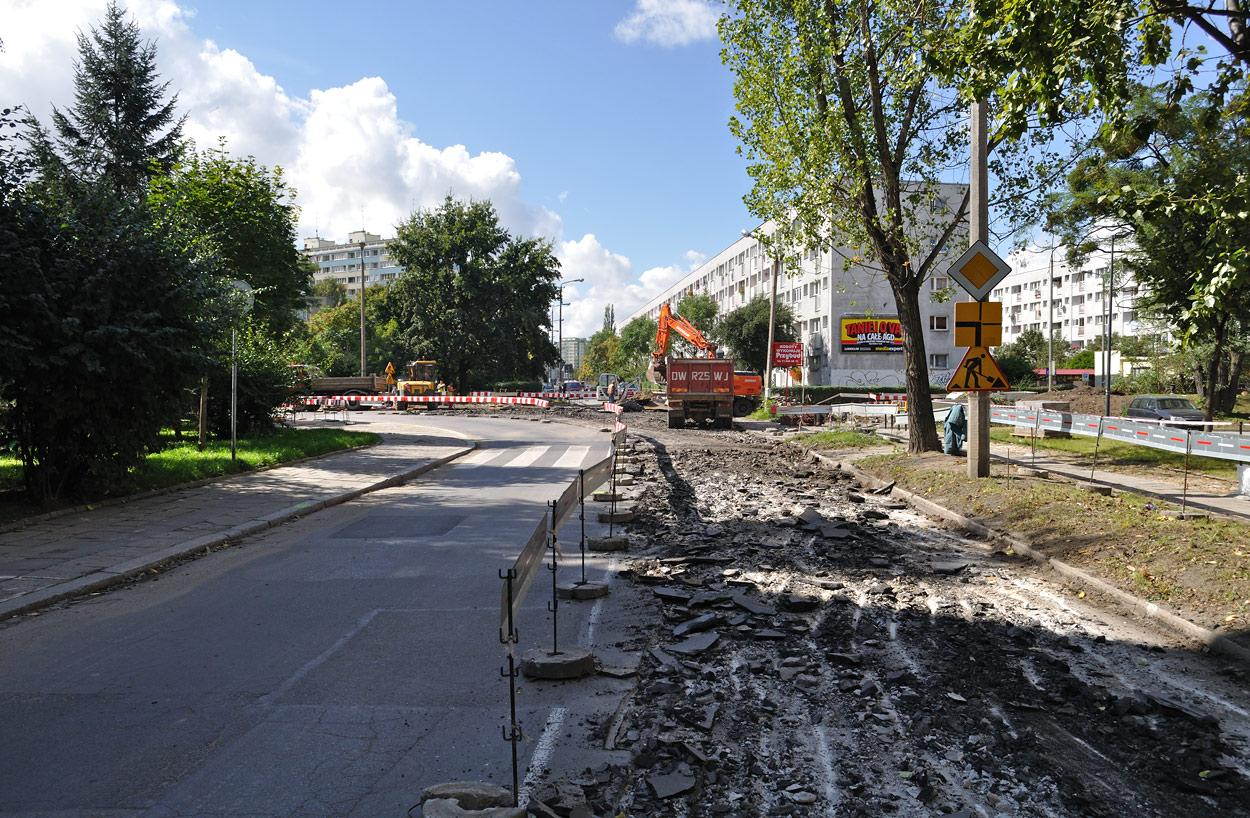
Budowa ronda

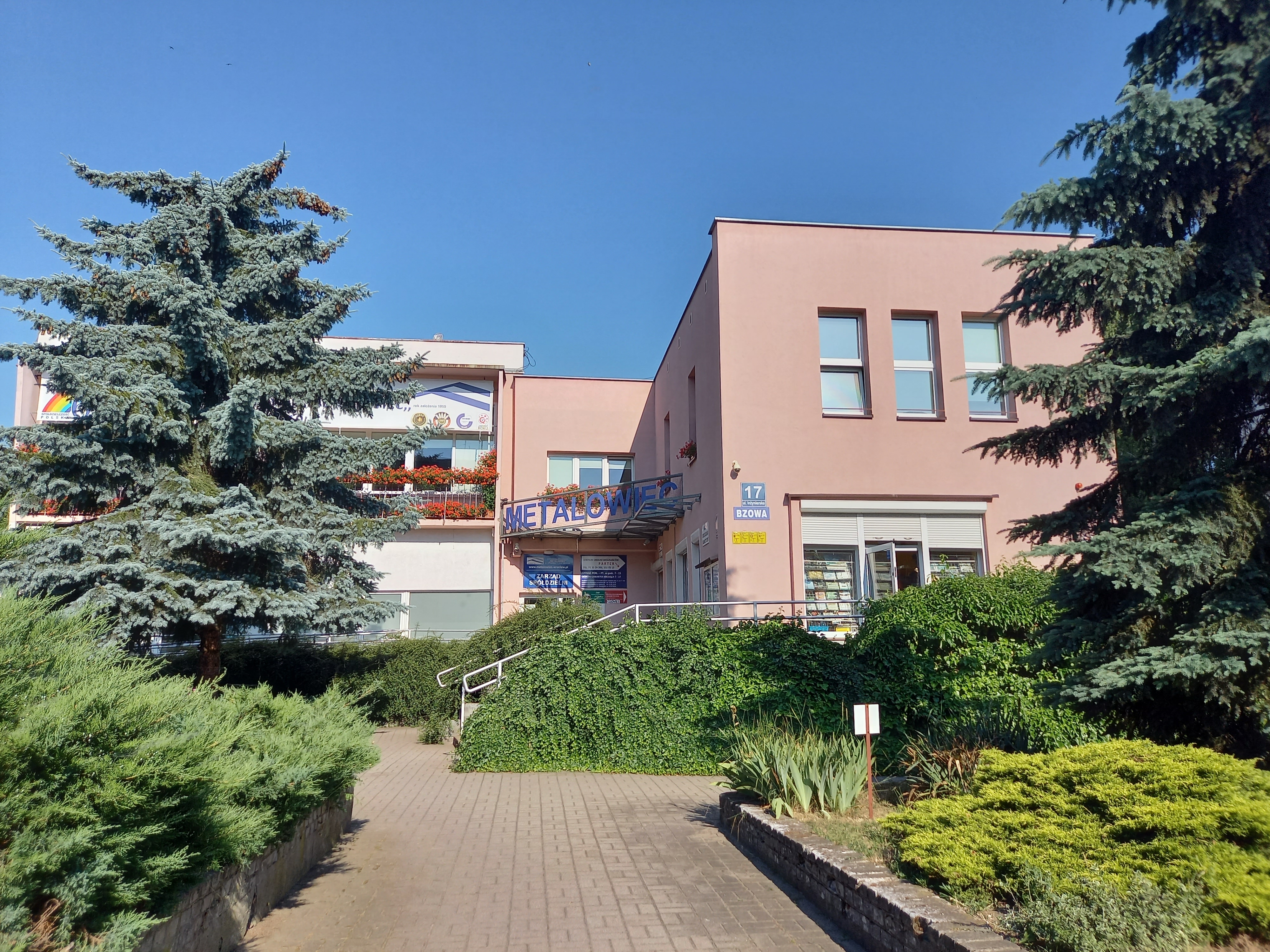
Pawilon pod nr. 17

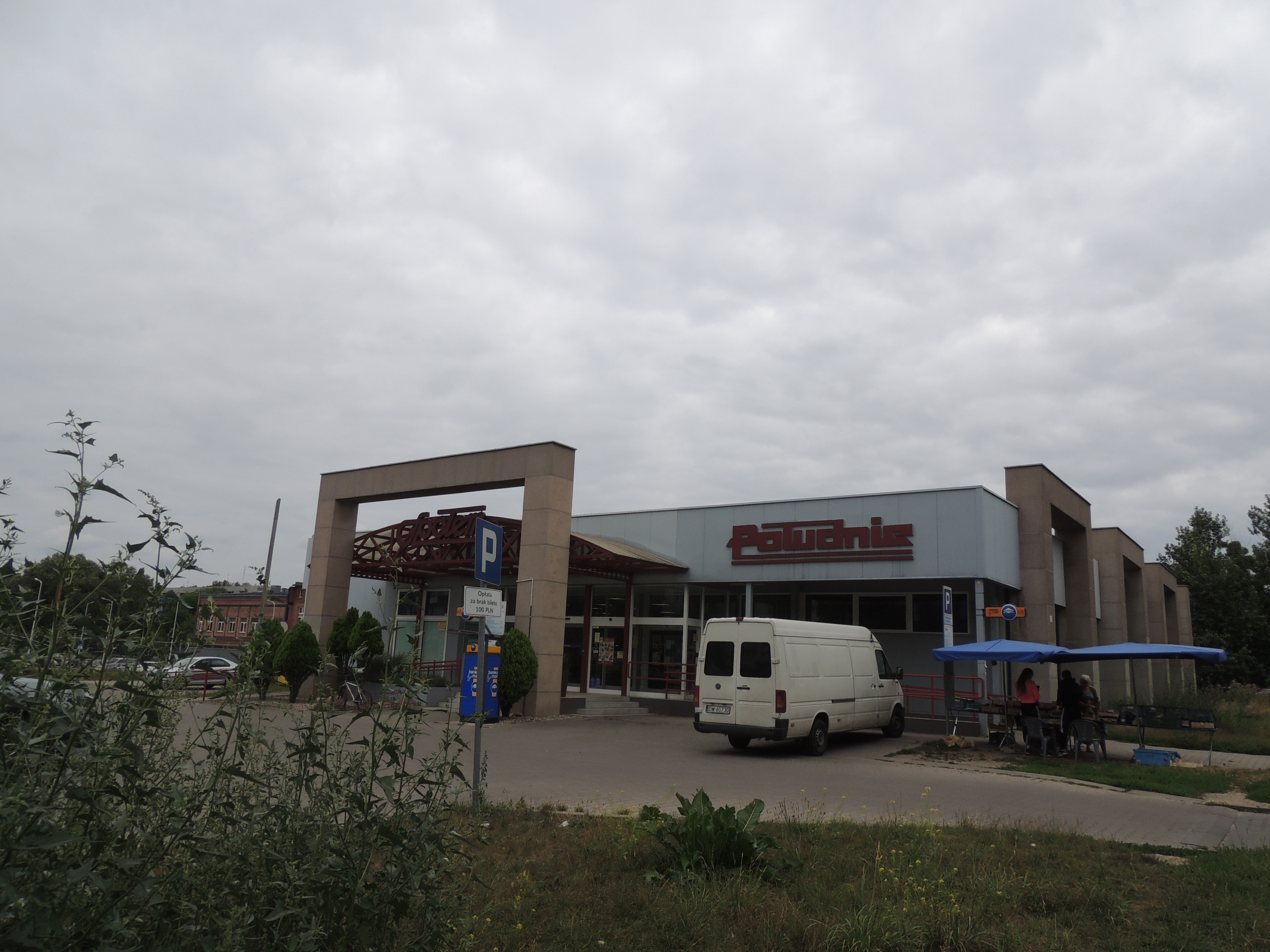
Supersam pod nr. 19

Ulica Inżynierska – ulica położona we Wrocławiu na osiedlu Grabiszyn, w dawnej dzielnicy Fabryczna. Ulica ma 898 m długości (droga gminna) i biegnie od ulicy Kruczej w kierunku zachodnim bez wylotu. Obejmuje także łącznik o długości 434 m (droga wewnętrzna). Ulica ta powstała w 1921 r. podczas budowy Osiedla Mieszkaniowego Grabiszyn, prowadzonej w latach 1919-1926. Przy ulicy znajdują się między innymi zachowane z tamtego okresu budynki ujęte w gminnej ewidencji zabytków.

## Historia
Po śladzie dzisiejszej ulicy Inżynierskiej przebiegała niegdyś stara droga polna, istniejąca od średniowiecza obiegająca parcele wsi Grabiszyn, która położona była wzdłuż współczesnej ulicy Grabiszyńskiej, począwszy od dzisiejszej ulicy Bzowej do ulicy Klecińskiej. Była ona tak zwaną wsią ogrodniczą. W tego typu wsiach prowadzono głównie uprawę warzyw i ziół, ale także kwiatów, czy wytwarzanie mleka i serów, co związane było z zaopatrywaniem w te produkty pobliskiego miasta.
Na południe od tej drogi, od początku XX wieku, istniały ogrody, sad (Eichborngarten) i rezydencja należące do Ludwiga Eichborna, patrycjusza i bankiera. W 1891 roku po wschodniej stronie opisanych terenów rozpoczęła się budowa tak zwanej Towarowej Obwodnicy Wrocławia. Linię uruchomiono w 1896 roku. Na początku XX wieku ogrody i sad zostały przekształcone w ogrody działkowe. Obszar obejmujący opisane miejsca przez które przebiega współczesna ulicy Inżynierska włączony został w granice Wrocławia w 1911 r.. W latach 1919–1926, na podstawie projektu Paula Heima powstałego przy współpracy z architektem Albertem Kempterem, realizowana była inwestycja polegająca na budowie osiedla mieszkaniowego dla spółdzielni Siedlungsgeselleschaft Eichborngarten (Spółdzielnia Osiedlowa Eichborngarten). Osiedle przeznaczone było dla około 3700 mieszkańców. Zbudowano wówczas około 800 domów jedno- i wielorodzinnych, z ogrodami o powierzchni od 80 od 600 m². Zabudowano obszar 30 ha rozciągający się pomiędzy aleją generała Józefa Hallera, ulicą Grabiszyńską i wyżej wspomnianymi torami kolejowymi. Osiedle stanowiło przykład kształtowania układu kompozycyjnego opartego na angielskich wzorcach osiedli ogrodowych typu street cum square, przy czym oś układu stanowiła ulica Bzowa zakończona placem Bzowym. Sama ulica Inżynierska wytyczona została w 1921 r. przy północnym krańcu osiedla, na śladzie istniejącej, wyżej wspomnianej drogi.
Przy zachodnim odcinku ulicy w latach 1927–1929 zbudowano katolicką świątynię – kościół św. Klemensa Dworzaka. Projekt obiektu wykonał Kurt Langer. Budowla została całkowicie zniszczona w 1945 r. i pozostała nie odbudowana.
W wyniku działań wojennych prowadzonych podczas oblężenia Wrocławia w 1945 r. znaczna część zabudowy uległa zniszczeniu. Ta część miasta została zdobyta przez Armię Czerwoną stosunkowo wcześnie, bo już w lutym 1945 r., kiedy to front dotarł w rejon ulicy Jemiołowej, a kolejne walki skutkowały zniszczeniami w dalej części miasta. W latach 70. XX wieku przy ulicy Inżynierskiej i przy północnym odcinku ulicy Bzowej powstała nowa zabudowa obejmująca pięciokondygnacyjne bloki mieszkalne. Część ówczesnej zabudowy wielorodzinnej powstała dla Spółdzielni Mieszkaniowej „Metalowiec”. Podobnie jak zabudowa przy końcu ulicy Inżynierskiej (numery od 56 do 84), gdzie powstało osiedle jedenastokondygnacyjnych bloków mieszkalnych . Natomiast narożną parcelę przy skrzyżowaniu z aleją Pracy zabudowano budynkiem szkoły. Zaś na terenie objętym ulicami: Grabiszyńską, Budowlaną, Inżynierską i terenem obiektu handlowego uruchomiono w 1967 r. zespół szkół budowlanych. Obiekty zbudowane dla potrzeb szkoły jak na ówczesne czasy ocenia się jako nowoczesne.
W okresie powojennym na terenie pomiędzy ulicą Grabiszyńską, Inżynierską, aleją Pracy oraz zajezdnią (obecnie Centrum Historii Zajezdnia, zrealizowane w latach 2013-2016) i supersamem przy ulicy Inżynierskiej 19, znajdowały się zakłady, m.in. Transbud. Zabudowa po nich została rozebrana w 2007 r., a tereny przeznaczono pod zabudowę mieszkalno-usługową.
W latach 2007–2010 w obrębie ulicy Grabiszyńskiej, alei Pracy i ulicy Inżynierskiej zrealizowano inwestycję Corte Verona, o adresach: ul. Grabiszyńska 214, al. Pracy 2, ul. Inżynierska 47-51. Projekt powstał w pracowni Biura Projektów Lewicki Łatak. Inwestorem była firma Verona Building.
W 2010 r. na skrzyżowaniu ulicy Inżynierskiej i alei Pracy zbudowano rondo. Od 2013 r. nosi ono imię Jerzego Woźniaka, żołnierza Armii Krajowej, skazanego przez stalinowców na śmierć, lekarza, honorowego prezesa Światowego Związku Żołnierzy Armii Krajowej, który zmarł w 2012 r. Uroczystość nadania rondu nazwy miała miejsce 11 kwietnia 2013 r. Wziął w niej udział m.in. ówczesny prezydent Wrocławia, pan Rafał Dutkiewicz, a także prof. Włodzimierz Suleja, wówczas szef Instytutu Pamięci Narodowej we Wrocławiu  .
Na końcu ulicy Inżynierskiej od stycznia 2016 r. do maja 2017 r. zrealizowano rozbudowę i przebudowę budynku handlowo-usługowego. Obiekt otrzymał nazwę Tarasy Grabiszyńskie (adres: ul. Grabiszyńska 238-240). Inwestorem była Spółdzielnia Mieszkaniowa „Metalowiec” . Obiekt zrealizowano na podstawie projektu powstałego w pracowni ARCH-E Biuro projektowe. Generalnym wykonawcą robót była spółka Budimex.
W marcu 2017 r. rozpoczęła się budowa zespołu budynków mieszkalnych w ramach inwestycji o nazwie Osiedle Kwadrat, położonego przy ulicy Grabiszyńskiej 180. Część powstałej zabudowy otrzymała numery adresowe przy ulic Inżynierskiej 23-39b. Koniec budowy miał miejsce w czwartym kwartale 2019 roku. Inwestorem była firma Profit Development, natomiast projekt powstał w biurze AP Szczepaniak, zaś generalnymi wykonawcami były spółki: Polski Koncern Budowlany Polkonbud z Wrocławia i Profit Development.

## Nazwy
W swojej historii ulica nosiła następujące nazwy:
- Hochwaldstrasse, od 27.08.1927 r. do 1946 r.[44][45]
- Inżynierska, od 1946 r.[1][44].

Niemiecka nazwa ulicy Hochwaldstrasse odnosiła się do nazwy wzniesienia Hochwald, dziś noszącego nazwę Chełmiec. Jego wysokość bezwzględna wynosi 850 m n.p.m., a położone jest w obrębie Gór Wałbrzyskich. Współczesna nazwa ulicy została nadana przez Zarząd Wrocławia i ogłoszona w okólniku nr 33 z 15.05.1946 r.

## Układ drogowy
Do ulicy Inżynierska przypisana jest droga gminna o długości 898 m, stanowiąca kontynuację ulicy Kruczej w kierunku zachodnim, bez wylotu (numer drogi 106031D, numer ewidencyjny drogi G1060310264011). Jest to droga klasy lokalnej. Ponadto przypisany łącznik biegnący od drogi gminnej, wzdłuż nasypu kolejowego, na którym przebiegają linie kolejowe: LK nr 349, LK nr 756, LK nr 758 (tak zwana Towarowa Obwodnica Wrocławia), do alei generała Józefa Hallera, stanowiąca drogę wewnętrzną, o długości 434 m.
Ulica łączy się z następującymi drogami publicznymi, kołowymi oraz innymi drogami miejskimi:
| powiązanie                     | droga                                          | foto |
| ------------------------------ | ---------------------------------------------- | ---- |
| kontynuacja                    | ulica Krucza                                   |      |
| włączenie do drogi publicznej  | ulica Inżynierska – łącznik                    |      |
| skrzyżowanie                   | ulica Różana                                   |      |
| skrzyżowanie                   | ulica Bzowa                                    |      |
| skrzyżowanie                   | ulica Pierwiosnkowa                            |      |
| włączenie do drogi publicznej  | ulica Spawaczy ogólnodostępna droga wewnętrzna |      |
| rondo – rondo Jerzego Woźniaka | aleja Pracy                                    |      |
| skrzyżowanie                   | ulica Budowlana                                |      |
| bez wylotu                     | droga wewnętrzna                               |      |

| powiązanie                    | droga                                                           | foto |
| ----------------------------- | --------------------------------------------------------------- | ---- |
| włączenie do drogi publicznej | ulica Inżynierska                                               |      |
| włączenie do drogi publicznej | ulica Makowa                                                    |      |
| włączenie do drogi publicznej | aleja generała Józefa Hallera (Obwodnica śródmiejska Wrocławia) |      |

Ulica położona jest na działkach ewidencyjnych o łącznej powierzchni 18 576 m2 w zakresie drogi gminnej i 3039 m² w zakresie drogi wewnętrznej – łącznika.
| droga                                                           | działka                       | pole powierzchni | foto |
| --------------------------------------------------------------- | ----------------------------- | ---------------- | ---- |
| droga gminna od ulicy Kruczej do alei Pracy (rondo Woźniaka)    | nr 17 AM-26 obręb Grabiszyn   | 9541 m²          |      |
| droga gminna od alei Pracy (rondo Woźniaka) do ulicy Budowlanej | nr 9 AM-24 obręb Grabiszyn    | 5600 m²          |      |
| droga gminna od ulicy Budowlanej                                | nr 4/25 AM-24 obręb Grabiszyn | 2121 m²          |      |
| droga gminna, koniec ulicy                                      | nr 4/13 AM-24 obręb Grabiszyn | 1314 m²          |      |
| droga wewnętrzna, łącznik                                       | nr 79/3 AM-26 obręb Grabiszyn | 3039 m²          |      |

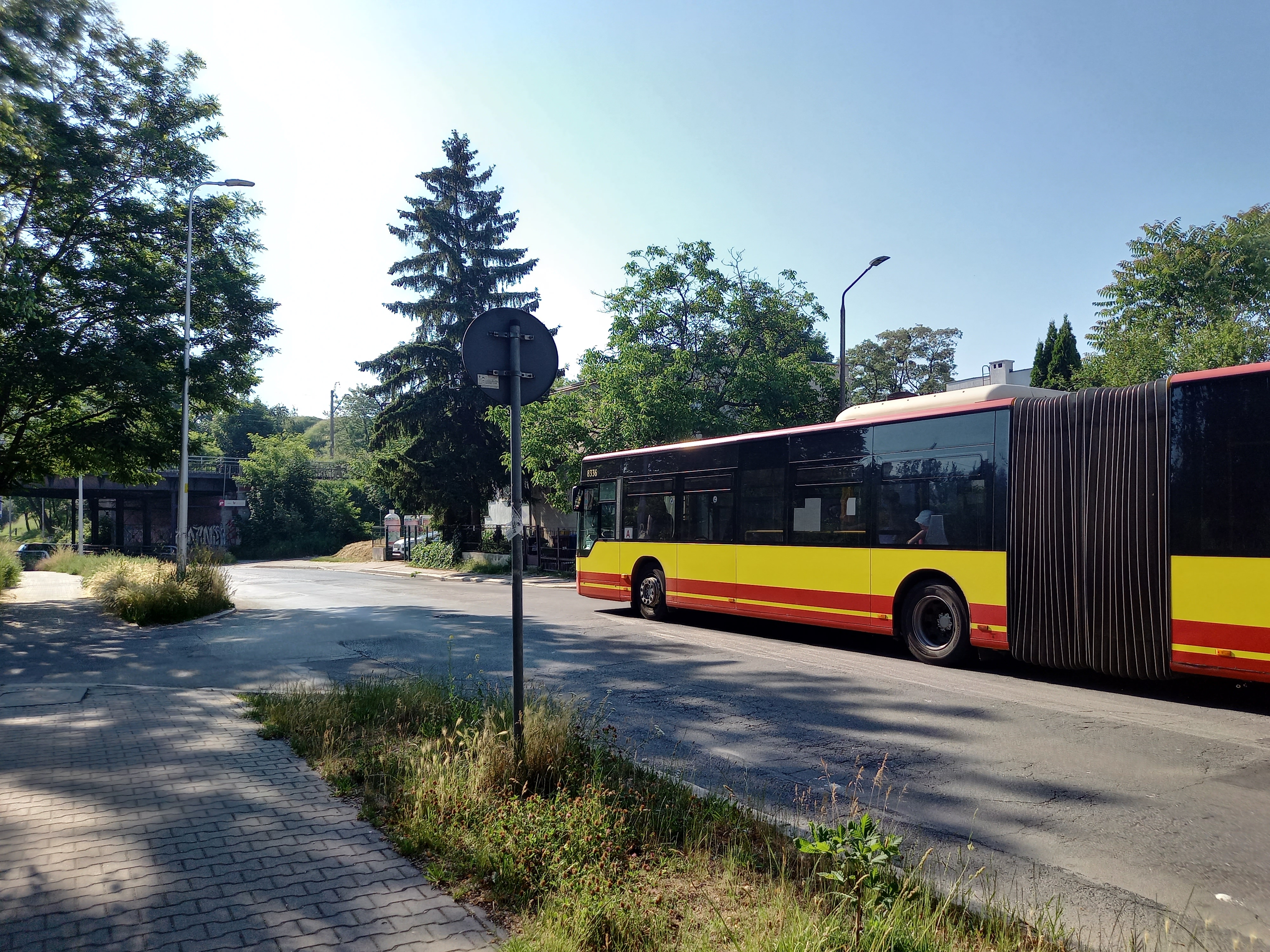
Autobus MPK

Na całej ulicy jezdnia posiada nawierzchnię z masy bitumicznej. Ulicą Inżynierska przebiegają linie transportu miejskiego, w ramach komunikacji miejskiej, obejmujące trasy przejazdów linii autobusowych z przystankiem autobusowym położonym w pobliżu skrzyżowania z ulicą Bzową o nazwie "Inżynierska"  . Końcowy odcinek ulicy od alei Pracy znajduje się w strefie ograniczenia prędkości do 30 km/h ze wskazaniem dla ruchu rowerowego w powiązaniu z drogami rowerowymi przebiegającymi przy ulicy Grabiszyńskiej i alei generała Józefa Hallera.

## Zabudowa i zagospodarowanie

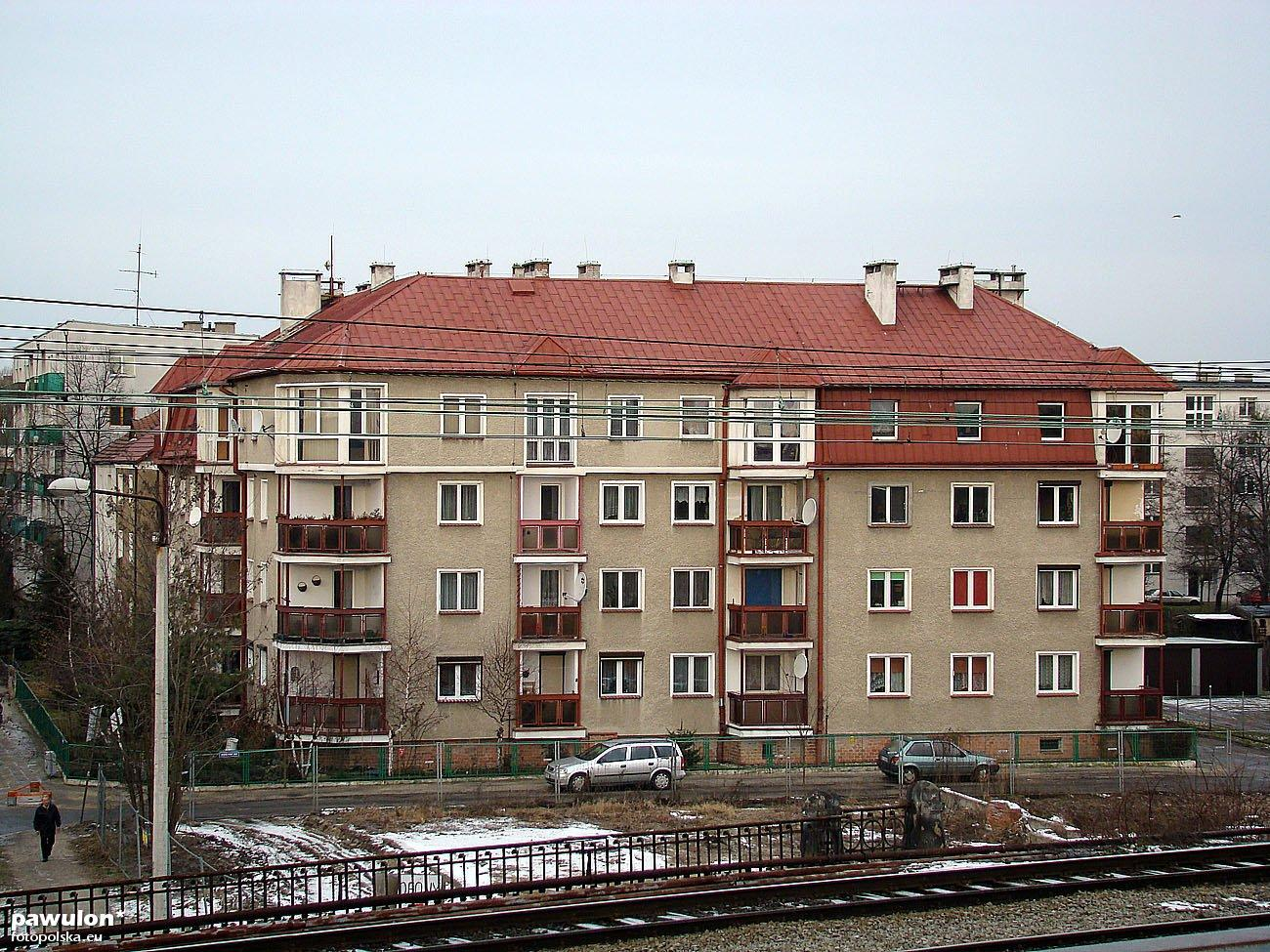
Ul. Inżynierska 1-3

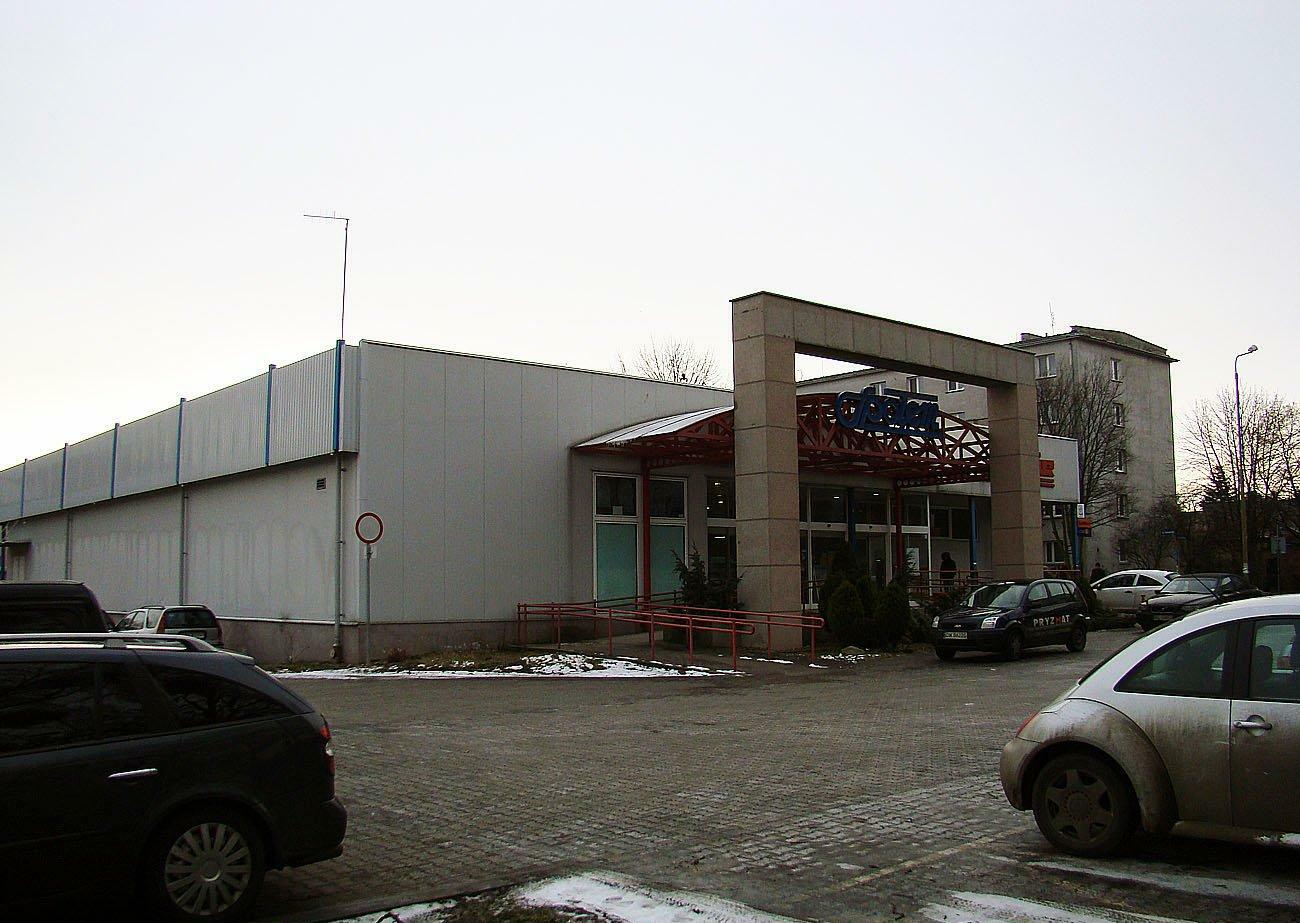
Supersam, ul. Inżynierska 19

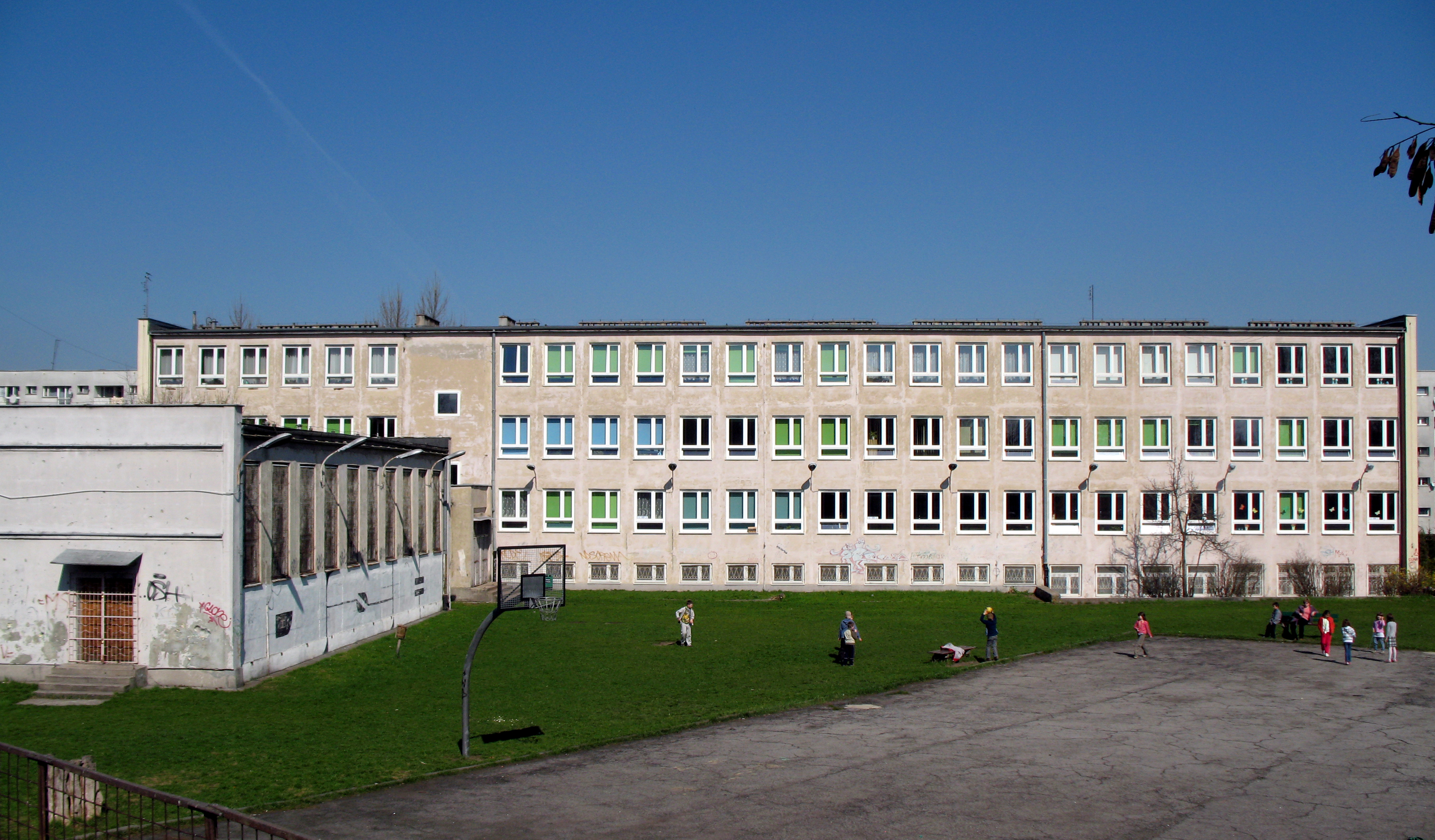
SP 109, ul. Inżynierska 54

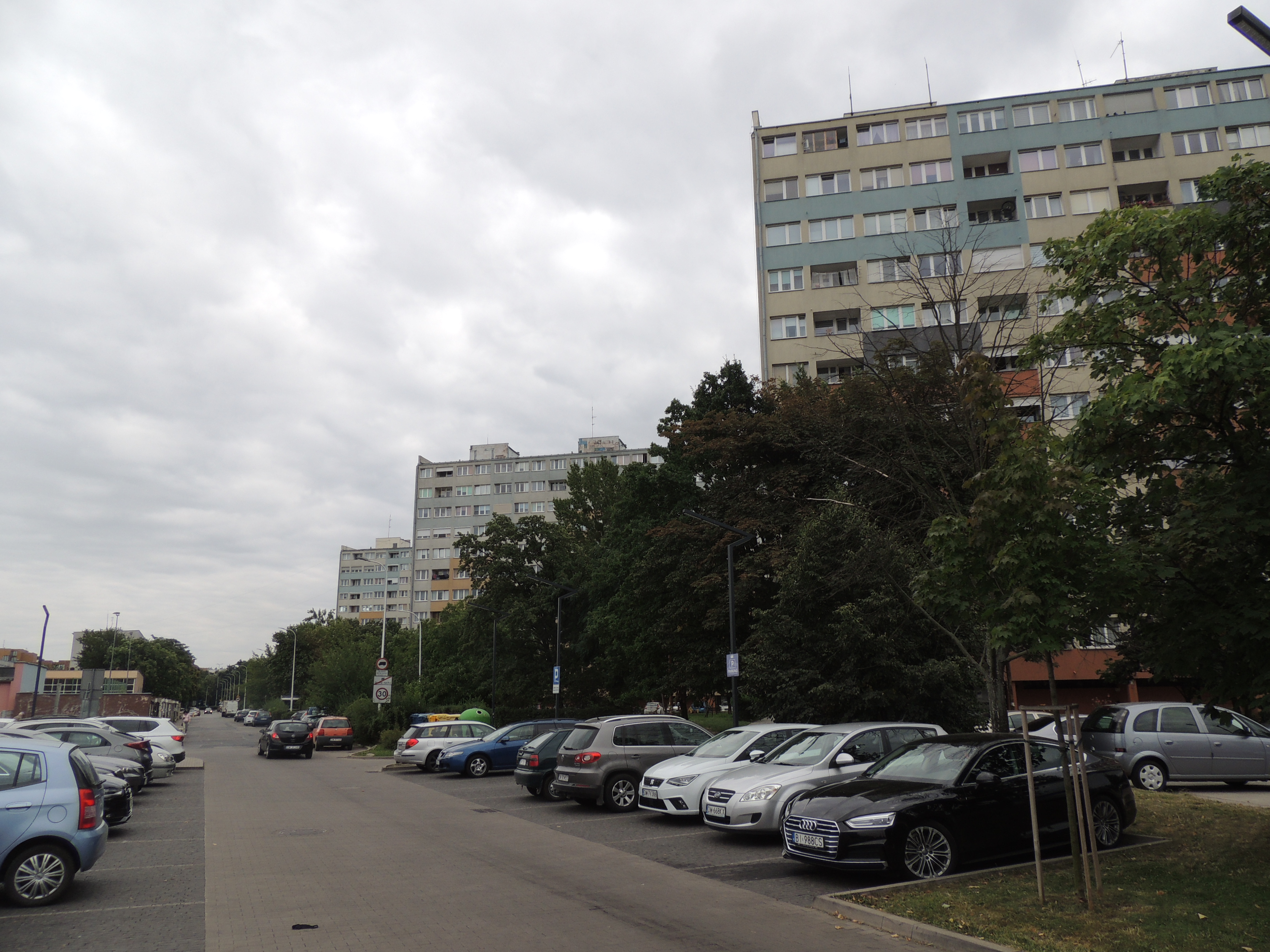
Osiedle blokowe przy końcu ulicy

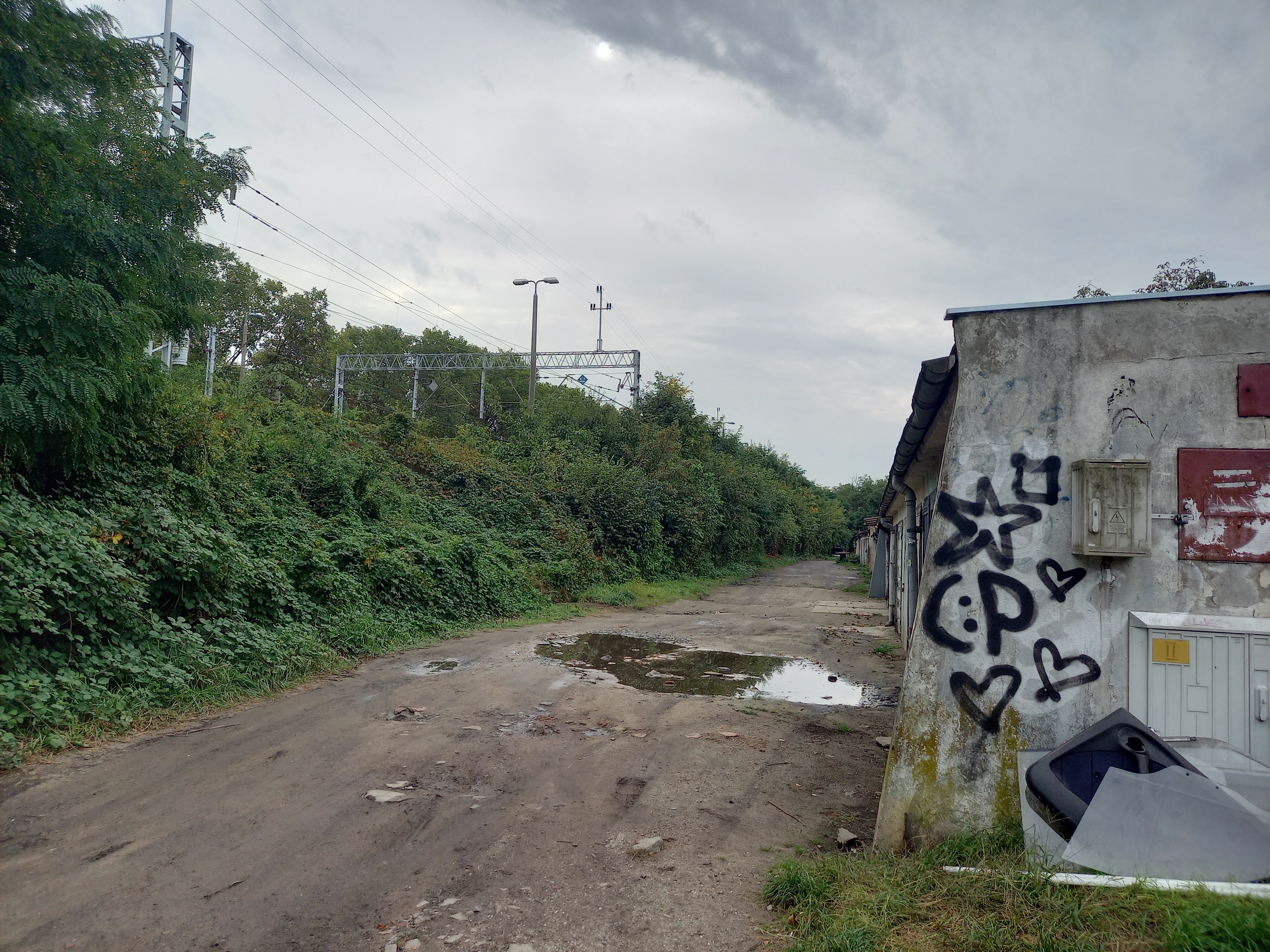
Łącznik, garaże

Początek ulicy Inżynierskiej łączy się z końcem ulicy Kruczej. Tu znajduje się nasyp kolejowy z wiaduktami, pod którymi przebiega ulica. Znajdujące się na nasypie i wiaduktach tu tory kolejowe przypisane są do następujących linii kolejowych: LK nr 349, LK nr 756, LK nr 758 . Wiadukt zachodni, po którym przebiega linia 349 i 756, wpisano do gminnej ewidencji zabytków, nie jest natomiast ujęty w tej ewidencji wiadukt wschodni po którym przebiega linia nr 758 . Po stronie wschodniej przy ulicy Kruczej znajduje się na północ od tej ulicy boisko przy Stadionie Oporowska, a na południe od tej ulicy Wzgórze Gajowickie (Pafawag).
Po stronie zachodniej nasypu kolejowego wzdłuż ulicy Inżynierskiej, do ulicy Bzowej po stronie północnej i do Alei Pracy po stronie południowej, znajduje się zabudowa kameralnego osiedla mieszkaniowego. Zlokalizowane są tu zarówno zachowane budynki przedwojenne jak i powojenna zabudowa jednorodzinna, bliźniacza i wielorodzinna, w tym pięciokondygnacyjne, wieloklatkowe bloki mieszkalne z lat 70. XX wieku.
Za ulicą Bzową po stronie północnej charakter zabudowy ulega zmianie. Pod numerem 17 znajduje się budynek administracyjno-biurowy z funkcją handlowo-usługową. Ma dwie kondygnacje, powierzchnia zabudowy wynosi 569 m², a położony jest na działce o powierzchni 2413m2. Mieści się tu między innymi apteka. Kolejnym obiektem jest supersam położony przy ulicy Inżynierskiej 19. Budynek ma 1 kondygnację i powierzchnię zabudowy wynoszącą 1 064 m². Położony jest na działce o powierzchni 2 470 m². Przed nim znajduje się parking przy ul. Inżynierskiej 21 na działce o powierzchni 1002 m². Za tymi obiektami, na odcinku do alei Pracy, położona jest współczesna zabudowa powstała w XXI wieku. Obejmuje ona Osiedle Kwadrat z zabudową średniowysoką o podstawowej funkcji mieszkalnej i uzupełniającej funkcji hotelarskiej oraz handlowo-usługowej. W budynkach o 8 kondygnacjach nadziemnych i jednej podziemnej powstało 300 mieszkań, 8 lokali użytkowych i 148 miejsc postojowych. Powierzchnia całkowita obiektu to 14 000 m², a kubatura budynków to 49 966 m3. Dalej znajduje się zabudowa inwestycji Corte Verona. W jej ramach powstała zabudowa średniowysoka, o podstawowej funkcji mieszkalnej, z funkcjami uzupełniającymi takimi jak usługi, handel i biura. Powstało tu niecałe 31 tysięcy m² powierzchni mieszkalnej, oraz ponad 23 tysiące m² powierzchni usługowej. Przy tym odcinku ulicy po stronie północnej ulicy obowiązują szpalery drzew.
Za aleją Pracy po stronie północnej, w kwartale ulic: Inżynierskiej, Grabiszyńskiej, Budowlanej i alei Pracy, znajduje się powojenna zabudowa mieszkalna, pięciokondygnacyjna. Natomiast po stronie południowej przy ulicy Inżynierskiej 54 położona jest szkoła podstawowa nr 109 imienia Edwarda Dembowskiego. Mieści się ona w 3-kondygnacyjnym budynku o powierzchni zabudowy 1368 m², położonym na działce o powierzchni 10 862 m².
Wzdłuż ulicy Inżynierskiej od ulicy Budowalnej do drogi położonej na terenie Tarasów Grabiszyńskich położony jest jednokondygnacyjny zespół jednostanowiskowych garaży o powierzchni 551 m², za którym znajduje się sięgający ulicy Grabiszyńskiej teren o powierzchni 14 964 m² zespołu szkół budowalnych (adres: ul. Grabiszyńska 236).
Na końcu ulicy znajduje się obiekt handlowo-usługowy, tzw. Tarasy Grabiszyńskie (adres: ul. Grabiszyńska 238-240). Jest to budynek o 3 kondygnacjach nadziemnych, powierzchni zabudowy wynoszącej 3 979 m², położony na działce o powierzchni 9135 m². W obiekcie mieści się 40 lokali handlowo-usługowych o łącznej powierzchni około 6300 m².
Pomiędzy ulicą Inżynierską, wyżej opisanym terenem szkoły i aleją generała Józefa Hallera znajduje się osiedle z lat 70. XX wieku. Posadowiono ty budynki mieszkalne, wielorodzinne, po trzy klatki schodowe każdy z budynków, o 11 kondygnacjach nadziemnych. Charakter tej części zabudowy ulicy określa się jako wielkie osiedla blokowe. Obejmuje ona między innymi budynki o numerach adresowych przypisanych do ulicy Inżynierskiej – numery parzyste od numeru 56 do numeru 84.
Ulica przebiega przez teren o wysokości bezwzględnej od 121,0 m n.p.m. (początek ulicy – wschodni kraniec w okolicach ulicy Kruczej) do 123,7 m n.p.m. (koniec ulicy – zachodni kraniec)
Zabudowa i zagospodarowanie przy łączniku ulicy Inżynierskiej biegnącym do alei generała Józefa Hallera, zdeterminowany jest jego położeniem. Po stronie wschodniej bowiem wzdłuż całej długości tego łącznika znajduje się wyżej opisany nasyp kolejowy, a za nim teren zieleni Wzgórza Gajowickiego (Pafawag) . Po stronie zachodniej zaś położone jest wyżej wymienione kameralne osiedle z zabudową jedno- i wielorodzinną, z ogrodami przy budynkach pochodzących zarówno z okresu międzywojennego jak i powojennych. Przy samym łączniku znajdują się liczne zespoły garaży jednokondygnacyjnych, jednostanowiskowych. Łącznik przebiega przez teren o wysokości bezwzględnej od 121,0 m n.p.m. (początek łącznika – północny kraniec w okolicach ulicy Inżynierskiej), poprzez około 124,5 m n.p.m. do 123,5 m n.p.m. (koniec łącznika – południowy kraniec przy alei generała Józefa Hallera).

## Demografia
Ulica przebiega przez trzy rejony statystyczne o wykazanej w poniższej tabeli gęstości zaludnienia i ilości zameldowanych osób, przy czym dane pochodzą z 31.12.2020 r.
| Rejon statystyczny nr | Ilość osób zameldowanych | Gęstość zaludnienia [lud./km²] | położenie                                                                      |
| --------------------- | ------------------------ | ------------------------------ | ------------------------------------------------------------------------------ |
| 930872                | 652                      | 9086                           | strona północna: od numeru 1 do 17a                                            |
| 930910                | 539                      | 6121                           | strona południowa od numeru 2 do 30 (do ulicy Pierwiosnkowej)                  |
| 930871                | 552                      | 5795                           | strona północna: od numeru 19 do 51 (do alei Pracy)                            |
| 930900                | 819                      | 7447                           | strona południowa: od numeru 32 do 52a (od ulicy Pierwiosnkowej do alei Pracy) |
| 930890                | 716                      | 16304                          | obie strony: od numeru 53 do 79 i nr 54 (od alei Pracy do ulicy Budowalnej)    |
| 930880                | 570                      | 33458                          | strona południowa: od numeru 56 do 66                                          |
| 930860                | 418                      | 10248                          | strona północna: numer 83                                                      |
| 930850                | 981                      | 10292                          | obie strony: od numeru 68 do 84 (koniec ulicy)                                 |

## Ochrona i zabytki
Obszar na południe od ulicy Inżynierskiej, począwszy na ulicy Różanej a skończywszy na alei Pracy, podlega ochronie i jest wpisany do gminnej ewidencji zabytków pod pozycją osiedle Grabiszyn. W szczególności ochronie podlega historyczny układ urbanistyczny osiedla w rejonie alei generała Józefa Hallera i alei Pracy, ulic Inżynierskiej, Różanej i linii kolejowej wraz z zespołami budowlanymi Hutmenu i dawnej zajezdni tramwajowej we Wrocławiu, kształtowany sukcesywnie od 1919 r. do początku lat 70. XX wieku. Stan zachowania tego układu ocenia się na dobry.
Przy ulicy i w najbliższym sąsiedztwie znajdują się następujące zabytki ujęte w gminnej ewidencji zabytków:
| obiekt, położenie                          | powstanie, rodzaj ochrony                               | fotografia |
| ------------------------------------------ | ------------------------------------------------------- | ---------- |
| ulica Inżynierska / ulica Krucza           |                                                         |            |
| Wiadukt kolejowy ulica Inżynierska         | około 1905-1910 r., 2012 r. remont rodzaj ochrony: inny |            |
| strona północna                            |                                                         |            |
| Budynek mieszkalny ulica Inżynierska 5-7   | lata 1920-1930 rodzaj ochrony: inny                     |            |
| strona południowa                          |                                                         |            |
| Budynek mieszkalny ulica Inżynierska 8-10  | lata 1920-1930 rodzaj ochrony: inny                     |            |
| Budynek mieszkalny ulica Inżynierska 12-14 | lata 1920-1930 rodzaj ochrony: inny                     |            |
| Budynek mieszkalny ulica Inżynierska 16-18 | lata 1920-1930 rodzaj ochrony: inny                     |            |

## Baza TERYT

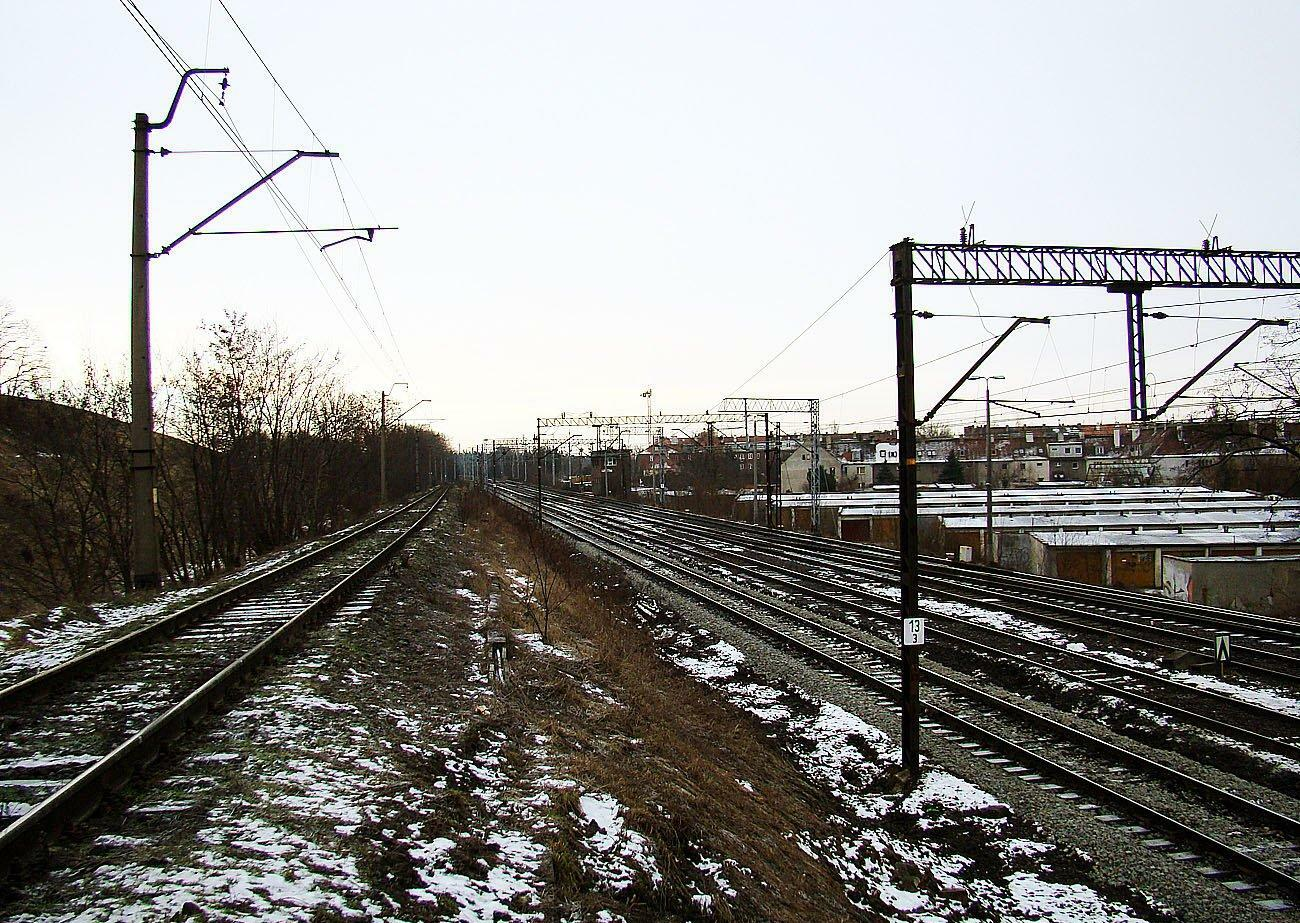
LK, po prawej łącznik i garaże

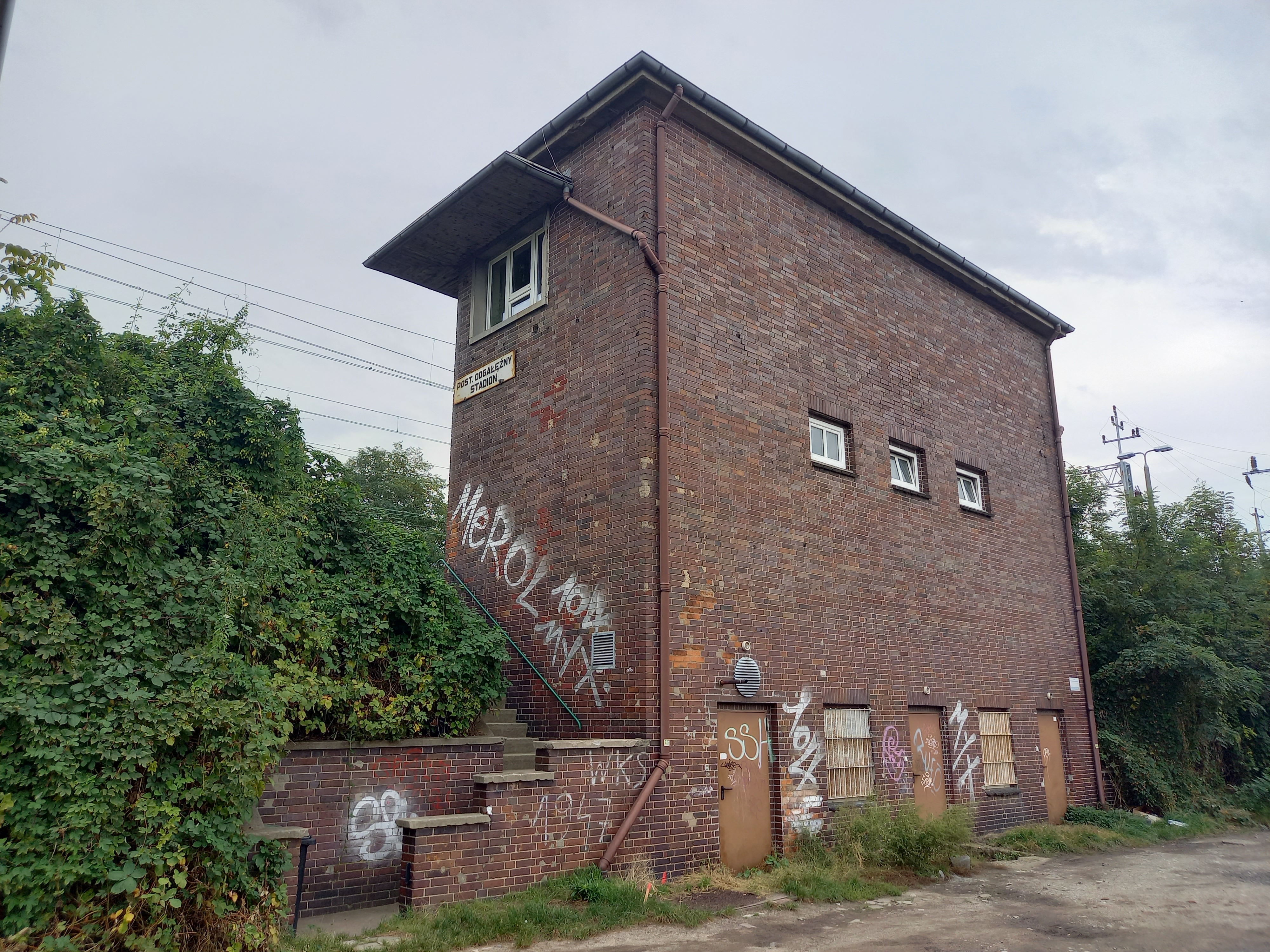
Posterunek odgałęźny Stadion przy łączniku

Dane Głównego Urzędu Statystycznego z bazy TERYT, spis ulic (ULIC):
- województwo: DOLNOŚLĄSKIE (02)
- powiat: Wrocław (0264)
- gmina/dzielnica/delegatura: Wrocław (0264011) gmina miejska; Wrocław-Fabryczna (0264029) delegatura
- Miejscowość podstawowa: Wrocław (0986283) miasto; Wrocław-Fabryczna (0986290) delegatura
- kategoria/rodzaj: ulica
- Nazwa ulicy: ul. Inżynierska (06923).